# Clérgima

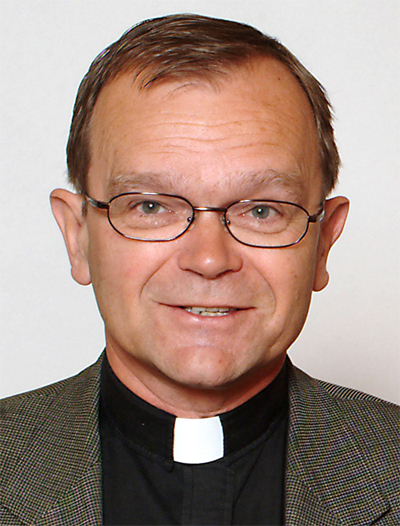
O pastor luterano da Igreja da Suécia, Sven-Erik Brodd, usando o colarinho clerical.

O clérgima — anglicismo (derivado de "clergyman", homem membro do clero) para cabeção (em português) ou colarinho clerical — é uma gola branca que envolve o pescoço e geralmente é fechada na parte de trás, formando um quadrado na frente. É uma invenção moderna criada em 1827 na Escócia (século XIX). O responsável por essa invenção foi Donald McLeod, um pastor presbiteriano. Foi desenvolvido para ser usado no trabalho cotidiano dos ministros, substituindo a batina. Sendo utilizado por muitos ministros católicos e protestantes, especialmente: "anglicanos, luteranos, metodistas, presbiterianos e batistas". Os "adventistas" atualmente também aderiram a esse acessório e alguns sacerdotes das igrejas ortodoxas também fazem o seu uso. O colarinho clerical é quase sempre branca e foi originalmente feita de algodão ou linho, mas agora é frequentemente feito de plástico. 

## História
De acordo com o Centro de Inquérito da Igreja da Inglaterra (citando o Glasgow Herald de 6 de dezembro de 1894), o colarinho clerical foi inventado em 1865 pelo Rev. Donald Mcleod, ministro da Igreja da Escócia (presbiteriano) em Glasgow.
Em 1840, o clero anglicano desenvolveu um senso de separação entre eles e o mundo secular. Um símbolo externo disso foi a adoção de roupas clericais distintas. Isso começou com o casaco preto e a gravata branca que foram usados por algumas décadas. Na década de 1880, isso foi transmutado no colarinho clerical, que foi usado quase constantemente pela maioria do clero pelo resto do período.
Henry McCloud afirmou que o colarinho "nada mais era do que a gola da camisa virada para cima do traje comum diário do clérigo, de acordo com uma moda que começou no final do século XVI. Pois quando os leigos começaram a recusar seus colarinhos, o clero também assumiu o modo". Inventado na Igreja Presbiteriana, o colarinho clerical foi adotado por outras denominações cristãs, incluindo as igrejas: católica romana, anglicana, metodista, ortodoxa oriental, batista e luterana.
Antes do Segundo Concílio do Vaticano (1962–1965), a prática do clero católico de colarinho clerical como traje de rua tendia a ser encontrada apenas nos países onde o catolicismo era minoritário. Passou a ser obrigatório para padres católicos dos EUA a partir de 1884. Na década de 1960, muitos clérigos que viviam em países onde o catolicismo era dominante também começaram a usar o colarinho clerical em vez da batina.
Na tradição reformada, que enfatiza a pregação como uma preocupação central, os pastores costumam usar bandas, ou faixas de pregação, que se projetam a partir de seu colarinho clerical. As faixas de pregação também são usadas pelos clérigos anglicanos, particularmente em ocasiões como induções quando são usadas roupas de batina, cachecol de pregação e capuz acadêmico pertencente ao grau, assim como na Mattins e Evensong. O clero metodista e luterano também às vezes atribui faixas de pregação aos seus colares clericais.

## Bandas
As bandas são uma forma de gravata formal, usada por clérigos e advogados, e com algumas formas de vestimenta académica. Eles tomam a forma de dois pedaços de tecido oblongos, geralmente embora não invariavelmente brancos, que estão amarrados ao pescoço. "Bandas" geralmente é plural porque requerem duas partes semelhantes e não vieram como um pedaço de pano.

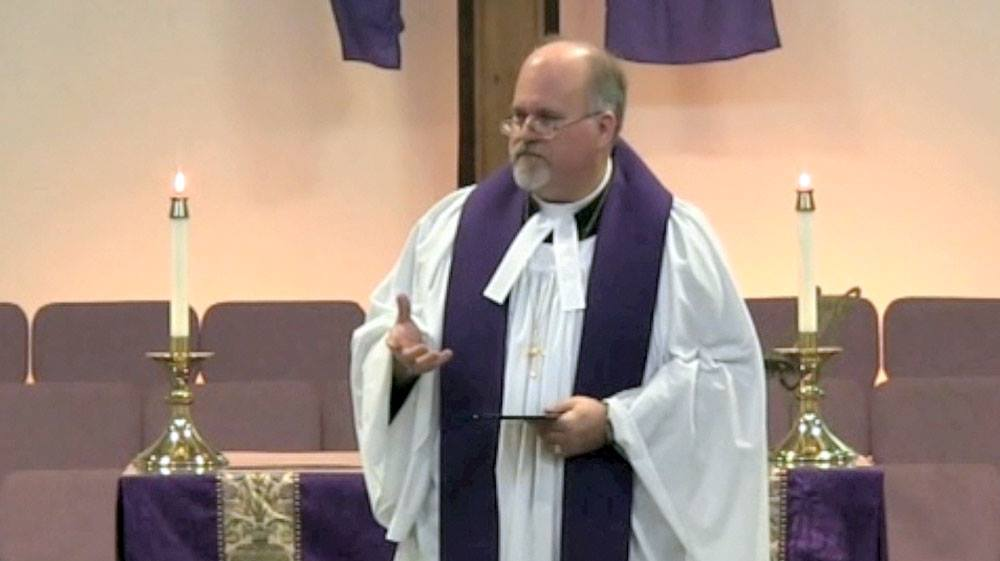
Um ministro metodista com bandas de pregação anexadas ao colar clerical.

Aqueles usados pelo clero geralmente são chamados de faixas de pregação, faixas eclesiásticas ou faixas de Genebra; Aqueles usados por advogados são chamados de bandas de barristers ou, mais geralmente no Canadá, abas.
No início do século XVI, "bandas" se referiam à camisa com uma faixa de pescoço debaixo de uma ruff. Durante o resto do século, quando ainda estavam desgastados, e no século XVII, as bandas se referiam a todas as variações deste gravata.
Todas as bandas ou colarinhos surgiram de uma faixa de pescoço permanente de diferentes alturas. Eles estavam amarrados na garganta com cordas de fita terminando em pequenas borlas cobertas de crochê.
As bandas foram adotadas na Inglaterra para uso legal, oficial, eclesiástico e acadêmico em meados do século XVII. Elas se diferenciavam daquelas antigamente usadas pelos sacerdotes (muito longos, de Cambraia ou linho, alcançando o peito), se tornando, para os sacerdotes, as faixas eclesiásticas, que eram muito mais curtas, de gaze preta com bainha branca mostrando no exterior. Ambos eram desenvolvimentos do colar leigo do século XVII.
Eles continuaram em uso eclesiástico até ao século XIX, com uma faixa de linho ou forma de aba — bandas curtas. Estes são retidos por alguns sacerdotes da Igreja da Inglaterra, ministros da Igreja da Escócia, ministros da Igreja Presbiteriana na Irlanda, ministros das igrejas livres na Inglaterra e por alguns acadêmicos e advogados.

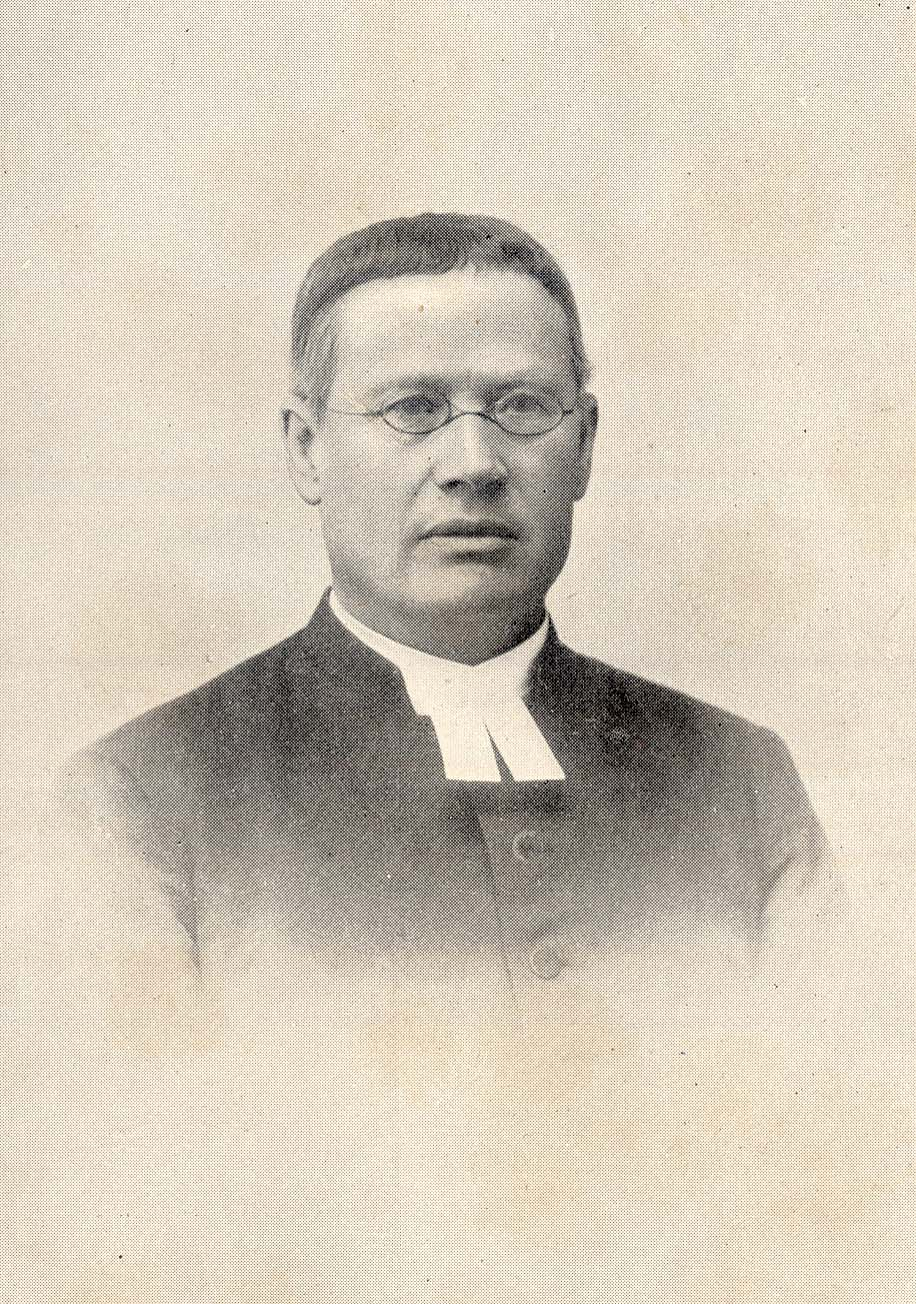
Retrato de 1901 do pastor luterano usando um colarinho clerical com faixas de pregação.
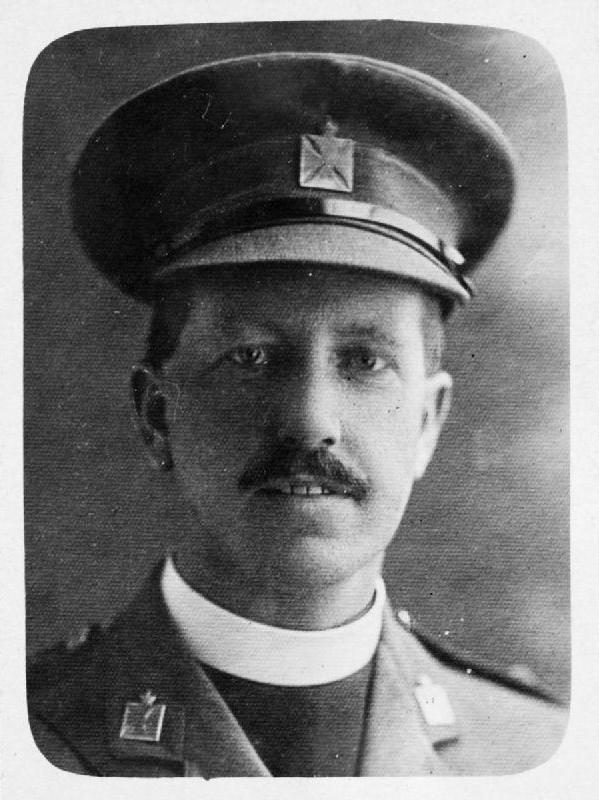
Um capelão militar anglicano usando o colarinho anglicano durante a Primeira Guerra Mundial.
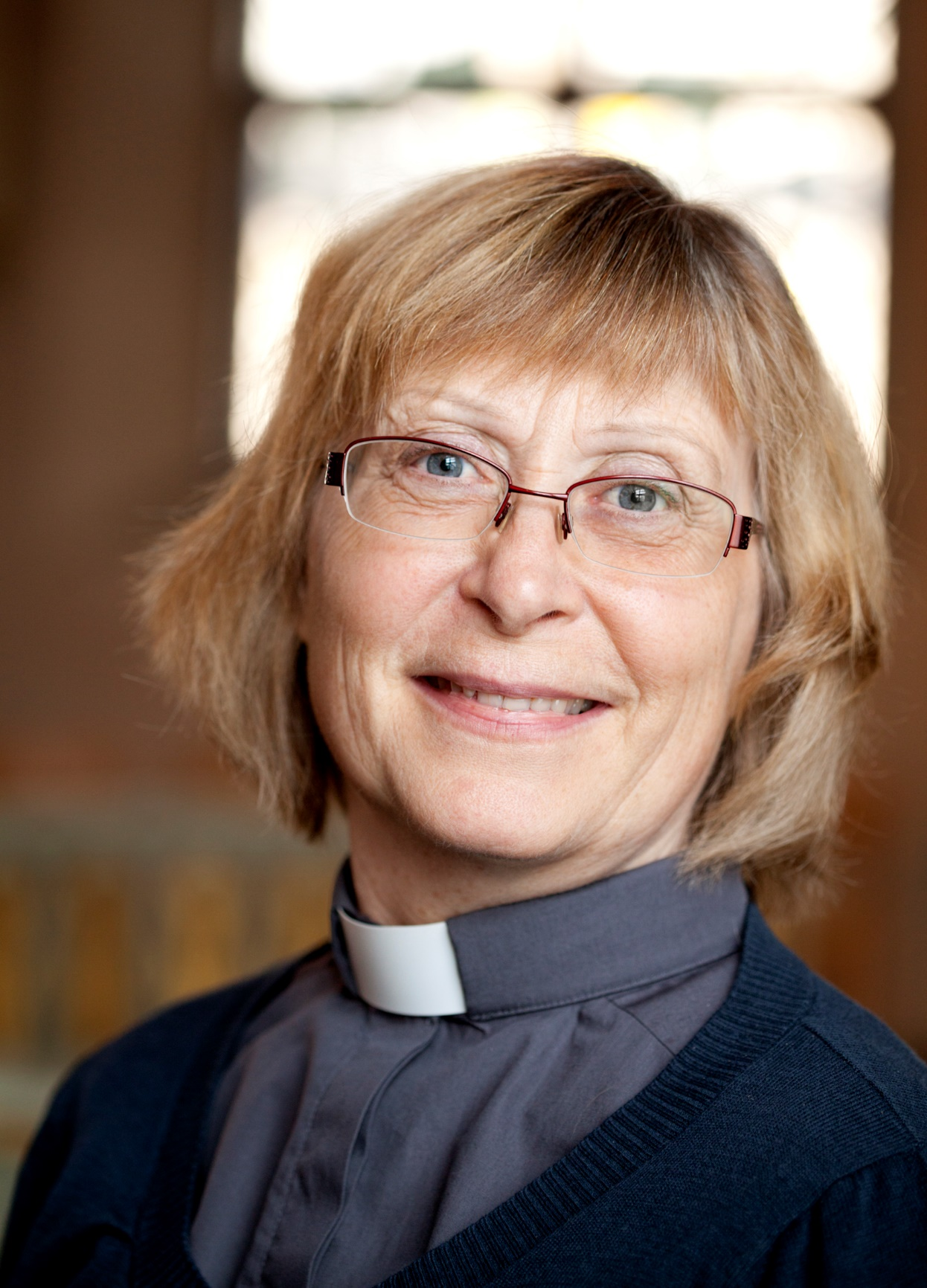
Christina Lövestam, sacerdotisa luterana da Igreja da Suécia.
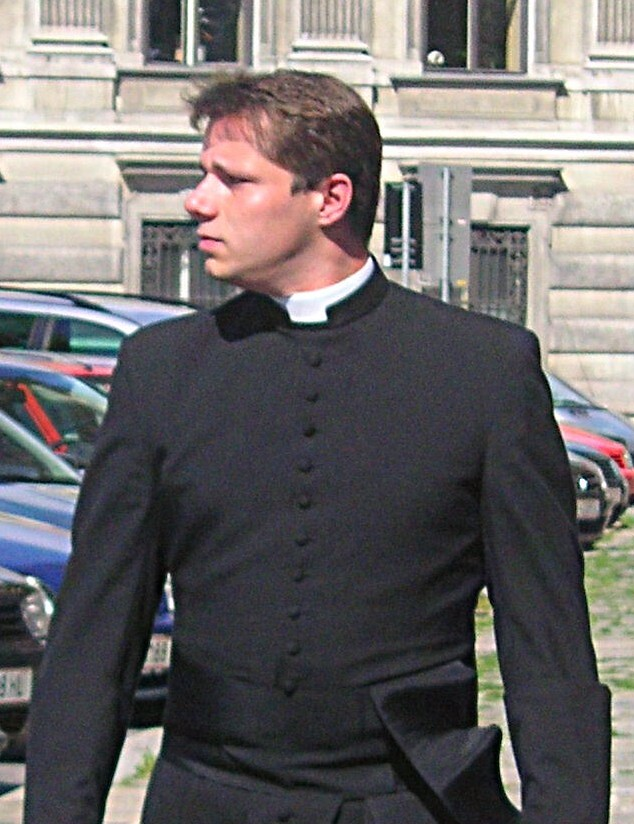
Um seminarista católico romano usando uma batina com um colarinho romano.
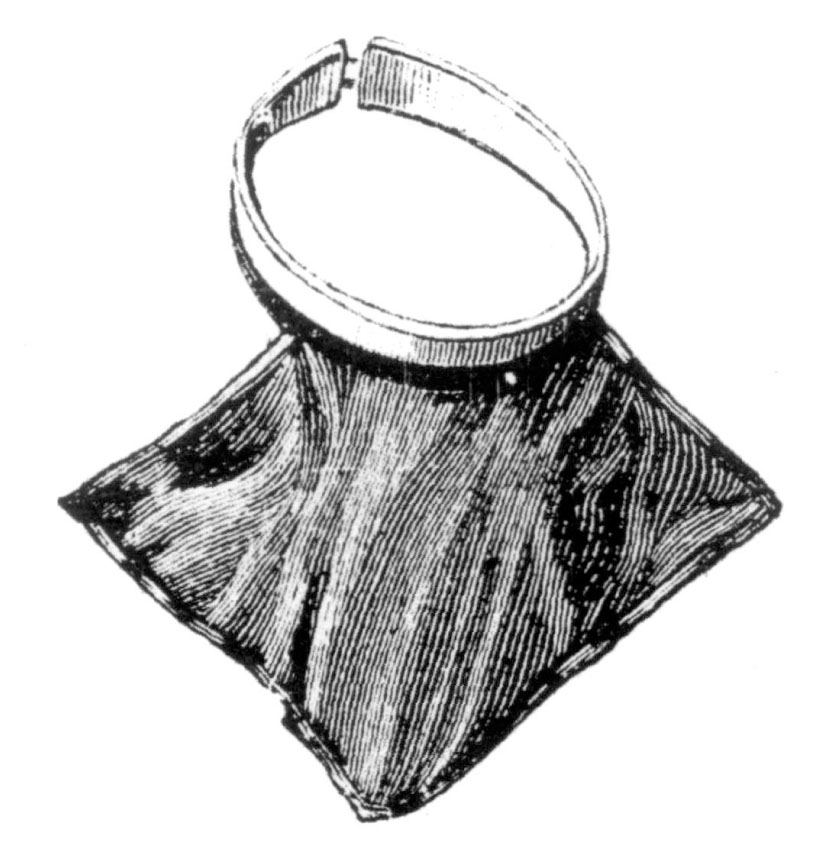
Ilustração de um colarinho estilo anglicano.
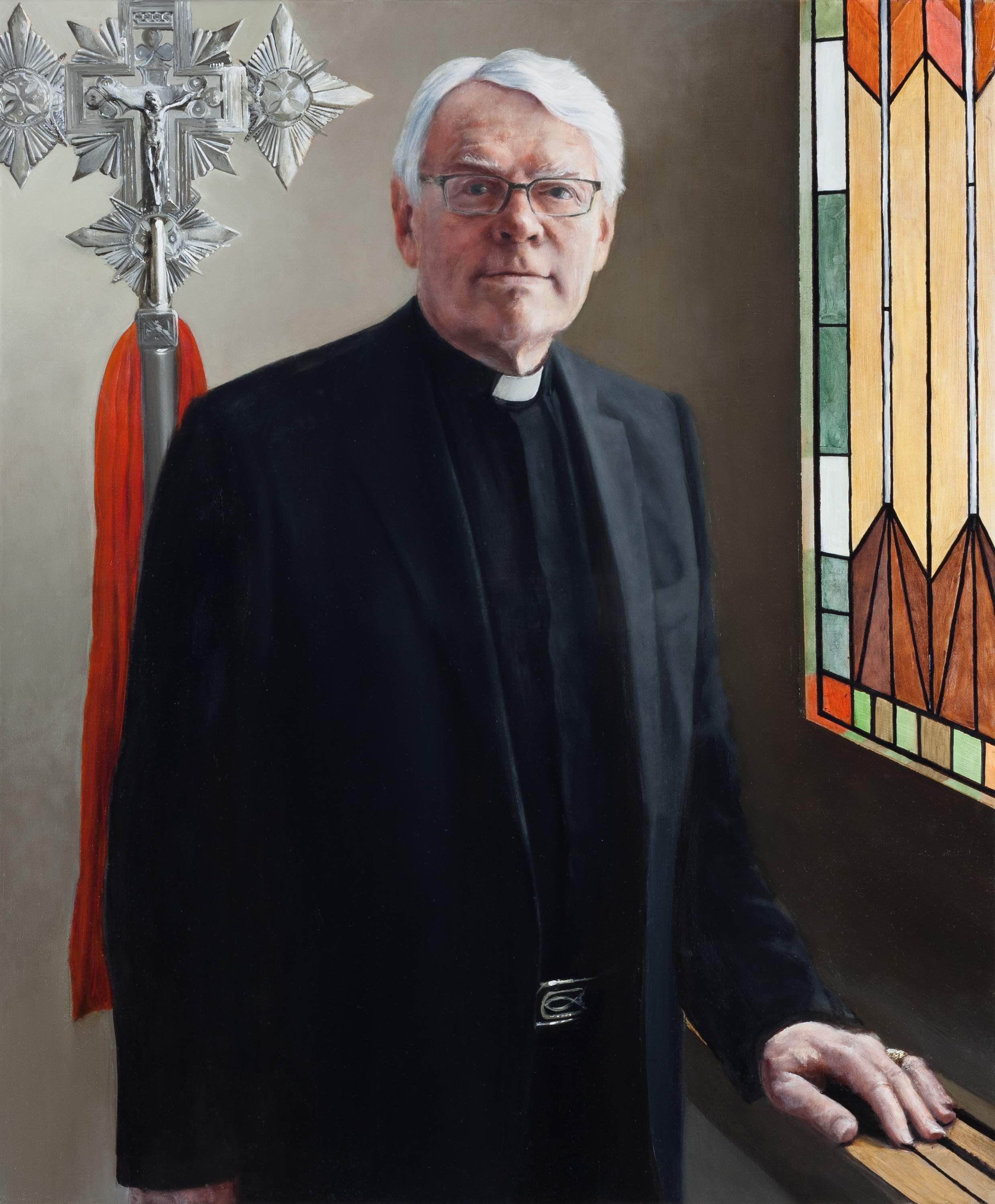
Per Henrik Hansson, pastor luterano da Igreja da Suécia.
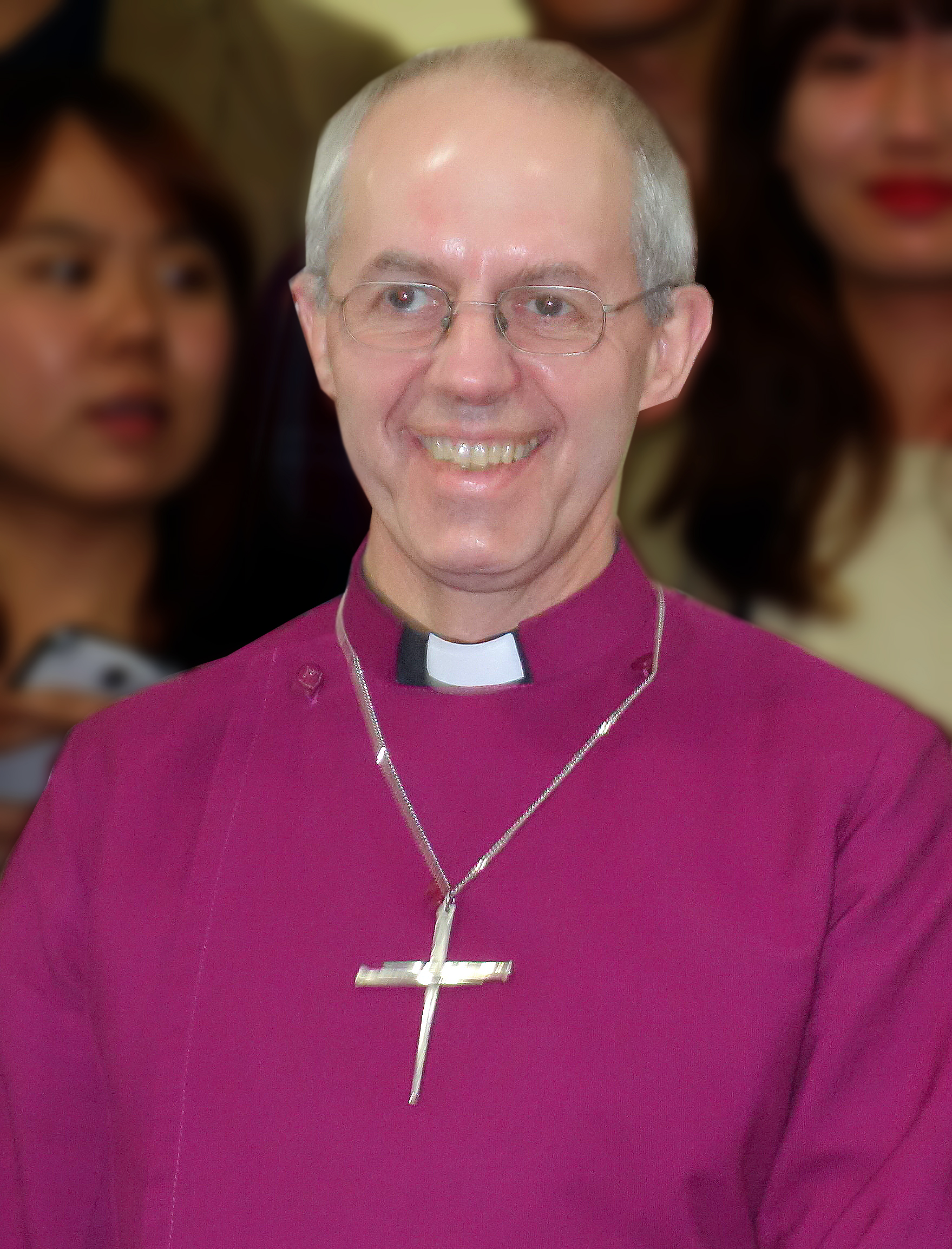
Arcebispo de Canterbury Justin Welby.